# Кинли, Себастьян
Себастьян Кинли (нем. Sebastian Kienle; родился 6 июля 1984 года в Баден-Вюртемберге, ФРГ) — немецкий триатлет, выступающий в гонках на длинных дистанциях. Чемпион мира Ironman 2014 года и серебряный призёр 2016 года. Двукратный чемпион мира в гонке Half Ironman (или Ironman 70.3) (2012, 2013).

## Карьера
Первую победу на дистанции Half Ironman (или Ironman 70.3) (плавание 1.9 км, велоэтап 90 км, беговой этап 21.1 км) Кинли одержал в 2009 году в Висбадене, в гонке Ironman 70.3 Germany.
На «железной» дистанции Кинли дебютировал в июле 2010 года на Challenge Roth в немецком Роте. Он стал вторым с итоговым временем 7:59:06, что стало самым быстрым результатом для дебютанта гонки Ironman в истории. Также Кинли установил новый мировой рекорд в прохождении велоэтапа «железной» дистанции (4:14:07), улучшив предыдущий, державшийся 11 лет, на девять секунд. При этом трасса Challenge Roth считается одной из наиболее лёгких и следовательно быстрых, и в настоящее время рекорд Кинли на велоэтапе значительно улучшен.
Широкая мировая известность и статус элитного триатлета пришли к Кинли в 2012 году. В июле он стал серебряным призёром Ironman European Championships во Франкфурте, уступив лишь бельгийцу Марино Ванхонакеру. 9 сентября Кинли выиграл титул чемпиона мира по Half Ironman, финишировав первым в американском Хендерсоне. Наконец, в октябре Кинли провёл отличную дебютную гонку на чемпионате мира Ironman на Гавайях, показав второе время велоэтапа несмотря на прокол шины. В итоговом протоколе он оказался четвёртым.
В 2013 году Кинли защитил свой титул чемпиона мира Half Ironman, а в главной гонке триатлонного сезона на Каилуе-Коне поднялся на одну ступеньку выше — третье место.
2014 год складывался для Кинли неровно. Свой тридцатый день рождения 6 июля он отпраздновал первой в карьере победой в гонке Ironman, причём это была не рядовая гонка а престижнейший и высококонкурентный Ironman Germany, победитель которой автоматически получал титул чемпиона Европы. Однако в третий раз подряд выиграть чемпионат мира по Half Ironman Кинли не удалось. Гонку, состоявшуюся 7 сентября в канадском Монт-Трембланте, он закончил лишь 18-м. Никаких оправданий себе после финиша он искать не стал:

Я был бы рад найти оправдание, но... Я был здоров, подведён к старту, механических проблем не было, питание я не потерял... Просто другие были быстрее. Не мой день.
Оригинальный текст (англ.)I wish I had an excuse, but I was tapered, healthy, no mechanicals, did not lost my nutrition,... Others were just faster. Not my day.

Уже через месяц Кинли ждал успех на чемпионате мира Ironman в Каилуе-Коне. Плавательный этап он закончил достаточно далеко от лидеров, с четырёхминутным отставанием, однако за счёт чрезвычайно быстрого велоэтапа (лучшее время дня) он вырвался вперёд и до самого финиша уже не отдавал лидерство. С суммарным временем 8 часов 14 минут 18 секунд (отрыв от ближайшего преследователя более пяти минут) Кинли стал новым чемпионом мира Ironman.
| Дата            | Место | Соревнование               | Место проведения            | Результат | Примечание            |
| --------------- | ----- | -------------------------- | --------------------------- | --------- | --------------------- |
| 10 октября 2015 | 8     | Ironman World Championship | США, Каилуа-Кона            | 08:29:43  |                       |
| 5 июля 2015     | 2     | Ironman Germany            | Германия Франкфурт-на-Майне | 08:01:39  |                       |
| 11 октября 2014 | 1     | Ironman World Championship | США Каилуа-Кона             | 08:14:18  | Титул чемпиона мира   |
| 6 июля 2014     | 1     | Ironman Germany            | Германия Франкфурт-на-Майне | 07:55:14  | Титул чемпиона Европы |
| 12 октября 2013 | 3     | Ironman World Championship | США Каилуа-Кона             | 08:19:24  |                       |
| 7 июля 2013     | 9     | Ironman Germany            | Германия Франкфурт-на-Майне | 08:18:38  |                       |
| 13 октября 2012 | 4     | Ironman World Championship | США Каилуа-Кона             | 08:27:08  |                       |
| 8 июля 2012     | 2     | Ironman Germany            | Германия Франкфурт-на-Майне | 08:09:55  |                       |
| 20 ноября 2011  | 6     | Ironman Arizona            | США Темпе                   | 08:19:29  |                       |
| 10 июля 2011    | 2     | Challenge Roth             | Германия Рот                | 07:57:06  |                       |
| 18 июля 2010    | 2     | Challenge Roth             | Германия Рот                | 07:59:06  |                       |